# Escárcega (gemeente)
Escárcega is een gemeente in de Mexicaanse deelstaat Campeche. De hoofdplaats van Escárcega is Escárcega. Escárcega heeft een oppervlakte van 4.570 km² en 50.106 inwoners (census 2005).
Calakmul · Calkiní · Campeche · Candelaria · Carmen · Champotón · Dzitbalché · Escárcega · Hecelchakán · Hopelchén · Palizada · Seybaplaya · Tenabo